# Edward Cardwell, 1. Viscount Cardwell

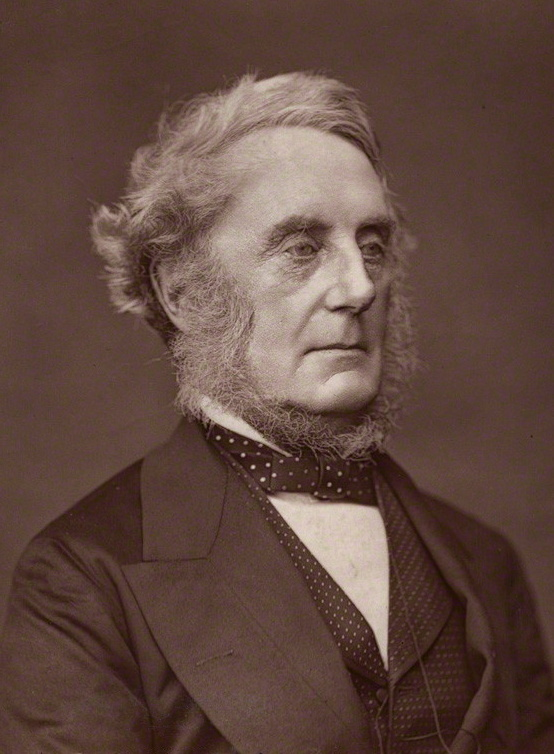
Edward Cardwell, 1. Viscount Cardwell

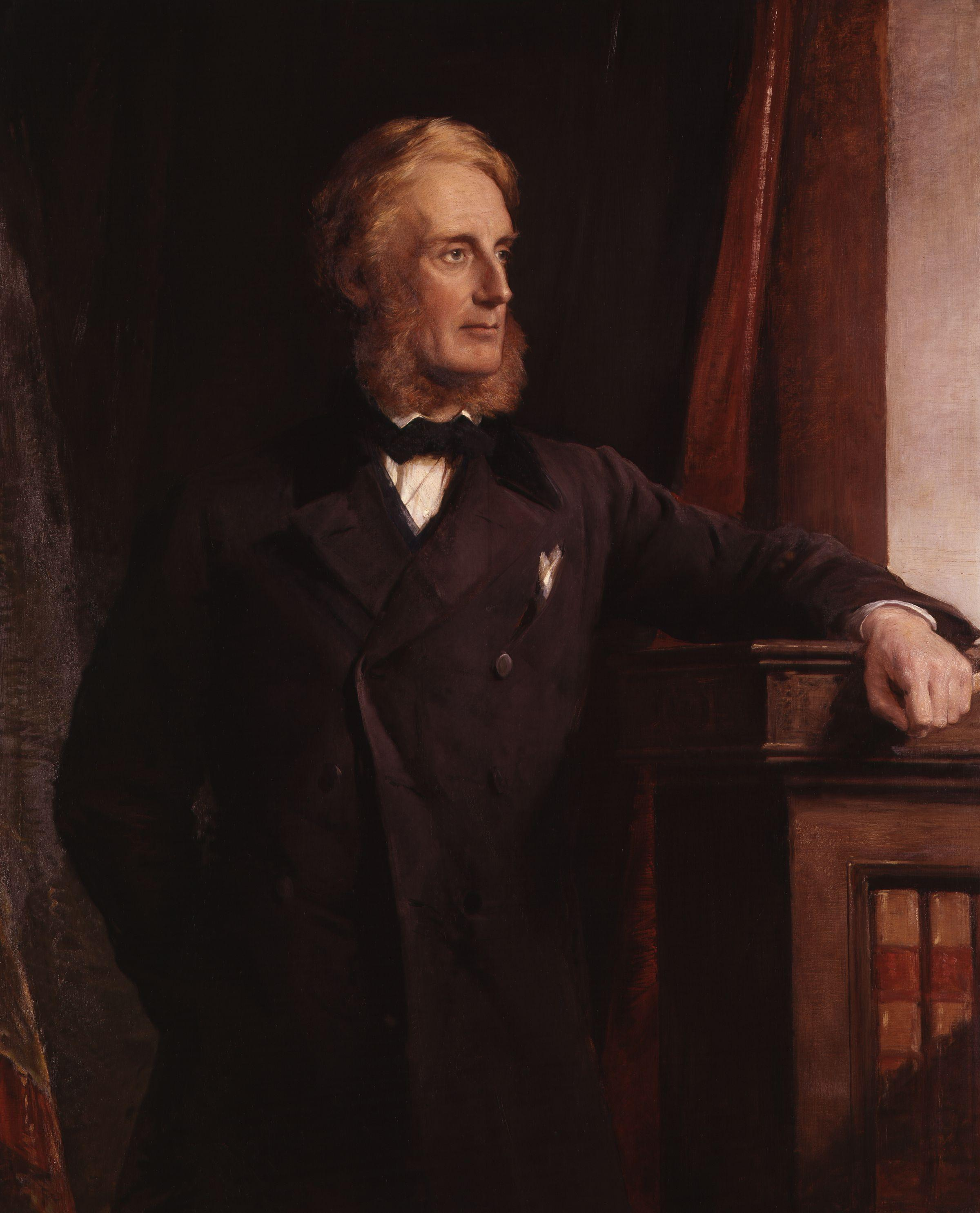
Porträt von Lord Cardwell, George Richmond 1871

Edward Cardwell, 1. Viscount Cardwell PC FRS (* 24. Juli 1813 in Liverpool; † 15. Februar 1886 in Torquay, Devon, England) war ein britischer Politiker. Als Kriegsminister (1868 bis 1874) leitete er bei der britischen Armee umfangreiche Reformen ein.

## Leben
Cardwell wurde als Sohn des Kaufmanns John Cardwell aus Liverpool und dessen Ehefrau Elizabeth geboren. Er besuchte das Winchester College und studierte anschließend am Balliol College in Oxford, wo er im Jahre 1835 seinen Abschluss machte. Er wurde in die Anwaltskammer Inner Temple aufgenommen und arbeitete zuerst als Rechtsanwalt.
Er entdeckte bald sein Interesse an der Politik und wurde 1842 Abgeordneter der Conservative Party im House of Commons für den Wahlkreis Clitheroe in Lancashire, nachdem der knappe Wahlsieg des Whig-Kandidaten Mathew Wilson für ungültig erklärt worden war. Er wurde ein Anhänger des konservativen Premierministers Sir Robert Peel und erlangte unter ihm sein erstes Amt als Financial Secretary to the Treasury zwischen 1845 und 1846. Im Jahre 1852 machte Lord Aberdeen zum Präsidenten des Board of Trade, was er bis 1855 blieb. 1854 brachte er den Cardwell Railway Act durchs Parlament, der den privaten Wettbewerb der Eisenbahngesellschaften reglementierte.
Während dieser Zeit wechselte Cardwell immer wieder seine Wahlkreise. 1847 wurde er für den Wahlkreis Liverpool gewählt, diesen Sitz verlor er 1852 an William Forbes Mackenzie, wurde aber als Nachfolger von William Wood für den Wahlkreis Oxford gewählt. 1858 verlor er seinen Sitz für Oxford, konnte aber in der Nachwahl gewinnen. Er wechselte 1859 in das liberale Lager und wurde in Palmerstons Kabinett Chief Secretary for Ireland. Mit diesem Posten unzufrieden, wechselte er zwei Jahre später sein Amt und wurde Chancellor of the Duchy of Lancaster. 1864 erhielt er abermals ein anderes Amt und wurde Kolonialminister (Secretary of State for the Colonies), was er bis zum Regierungswechsel 1866 blieb.
Als die Liberalen 1868 unter William Ewart Gladstone wieder die Regierung stellten, erreichte Cardwell den Höhepunkt seiner Laufbahn als Britischer Kriegsminister. Während seiner sechsjährigen Amtszeit leitete er eine Reihe von dringend notwendigen Reformen der British Army ein. Dazu gehörten die Einführung einheitlicher Ausbildungsstandards für Offiziere einschließlich der Abschaffung der Käuflichkeit der Offizierstellen. Bei der Linieninfanterie wurden die in Friedenszeiten mehrheitlich aus nur einem Bataillon bestehenden Regimenter zu solchen mit zwei aktiven Bataillonen und gemeinsamen Rekrutierungsbezirk zusammengefasst. Die bis dahin weitgehend bedeutungslosen Freiwilligenverbände wurden zu Territorial-Bataillonen der Linienregimenter. Von den beiden aktiven Bataillonen ging grundsätzlich nur eines nach Übersee, so dass im Fall schwerer Verluste diese ohne komplette Neuaufstellung des Regiments ausgeglichen werden konnten. Obwohl Traditionalisten die sogenannten Cardwell-Reformen und ihren Initiator massiv bekämpften, setzten sich die Neuerungen durch. Lediglich im Bereich der Uniformen erhielten einige Regimenter ihre im Zuge der Reformen zunächst abgeschafften Besonderheiten wieder zurück.
Nach Gladstones Wahlniederlage 1874 wurde er zum Viscount Cardwell, of Ellerbeck in the County of Lancaster, erhoben und beendete damit seine aktive politische Laufbahn.
Lord Cardwell heiratete 1838 Annie Parker, Tochter des Charles Stuart Parker. Er starb im Februar 1886. Seine Frau überlebte ihn um ein Jahr und starb im Februar 1887.
Die Stadt Cardwell in Queensland, Australien, wurde nach ihm benannt.